# Jüdische Gemeinde Stráž u Tachova
Die Jüdische Gemeinde in Stráž u Tachova (deutsch Neustadtl), einer Stadt im Bezirk Okres Tachov in Tschechien, bestand bis 1938.

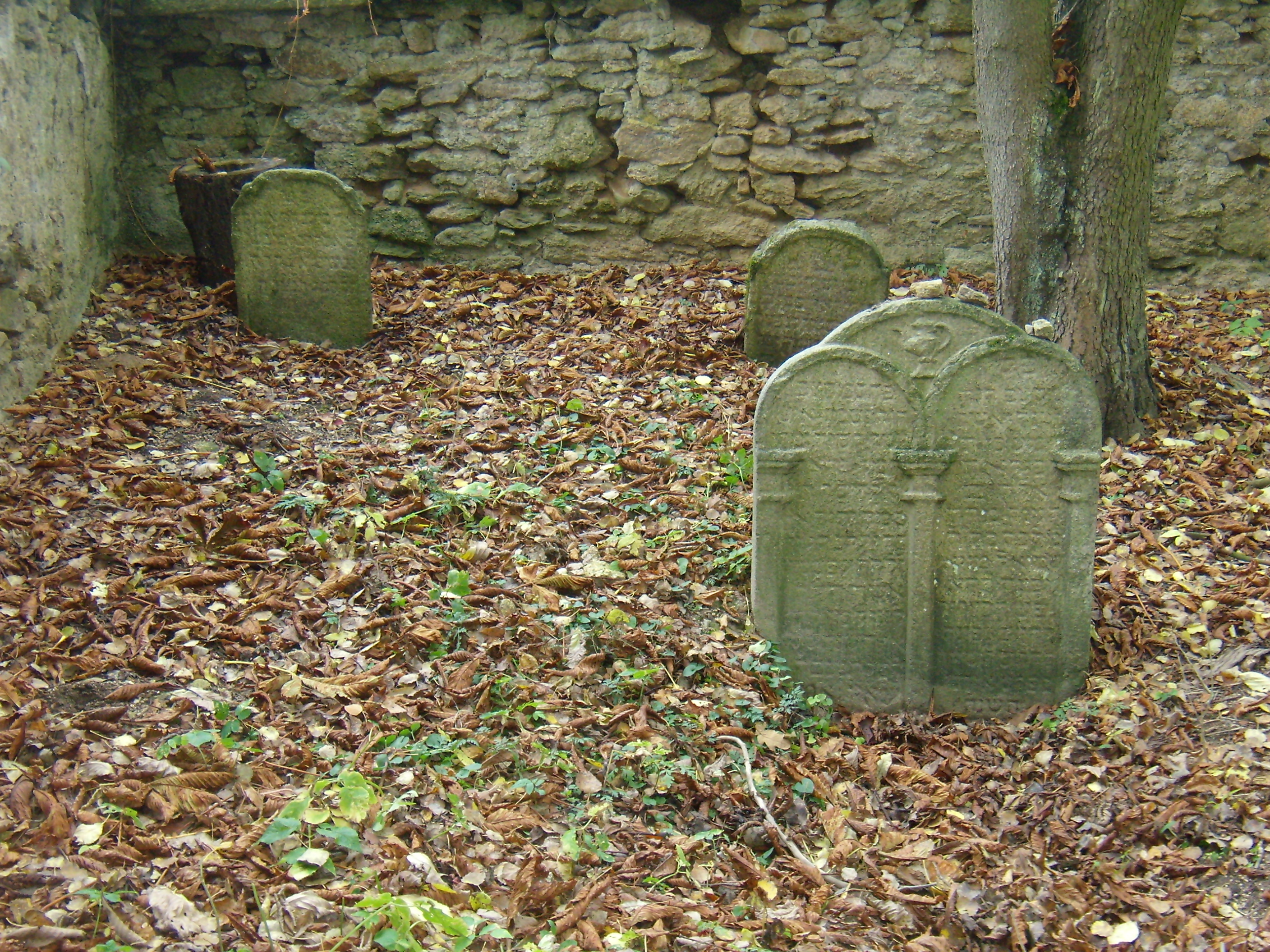
Jüdischer Friedhof in Stráž u Tachova

## Geschichte

### Anfänge bis 18. Jahrhundert
Stráž gehört zu den ältesten jüdischen Ansiedlungen in Tschechien.
Bereits 1330 wurde der Jüdische Friedhof in Stráž angelegt.
Im Jahr 1331 werden die in Stráž angesiedelten Juden erstmals schriftlich erwähnt.
Es handelte sich um Flüchtlinge aus Deutschland. Bis zum großen Brand im Jahre 1876 benutzten diese ihre ursprünglichen liturgischen Bücher.
Im 15. Jahrhundert existierte bereits eine jüdische Gemeinde.
In einem Zinsregister von 1580 werden 15 Juden als Familienväter erwähnt, davon 10 Juden als Hausbesitzer.
1651 gab es keine Juden in Stráž, wahrscheinlich auf Grund einer Vertreibung.
1664 wurde erneut eine jüdische Gemeinde in Stráž gegründet.

### 19. Jahrhundert bis Gegenwart
Eine Judengasse führte vom Hauptplatz nach Westen zur Friedhofskirche.
In dieser Straße standen 1838 ungefähr 15 von Juden bewohnte Häuser und auf der südlichen Straßenseite die Synagoge.
Auf alten Karten wird die heutige Oberstadt als Judenstadt bezeichnet.
Ein abgeschlossenes Ghetto gab es nicht, die jüdischen und christlichen Häuser standen gemischt.
Einige Grundmauern der jüdischen Häuser sind bis heute (2015) erhalten.
Bis 1850 gab es eine jüdische Elementarschule in Stráž.
1876 vernichtete ein Großbrand das jüdische Viertel und die Synagoge.
Teile der Häuser blieben beim Neubau erhalten.
1883 wurden eine neue Synagoge auf den Grundmauern der alten, ein Gemeindehaus mit Religionsschule und eine Mikwe gebaut.
In ihr fanden bis 1938 Gottesdienste statt.
Seit der Mitte des 19. Jahrhunderts wanderten viele Juden in die größeren Städte ab.
1938 wurde die Synagoge von den Faschisten niedergebrannt und die Juden von Stráž wurden deportiert.
Nur drei Personen kehrten zurück.
In den 1950er Jahren wurden die Mauern der ausgebrannten Synagoge abgerissen.
Erhalten geblieben ist nur noch im Hof des Hauses Nr. 200 ein Mauerstück der Nordwand der Synagoge mit einer Nische des Kijor (Waschbecken zur rituellen Reinigung der Hände).
In Bernartice, in der Nähe von Stráž gab es bis 1910 eine jüdische Gemeinde, deren Verstorbene auf dem jüdischen Friedhof vom Stráž beerdigt wurden.
Hier sind Reste des jüdischen Viertels erhalten.

## Gemeindeentwicklung
| Jahr       | Gemeindemitglieder       |
| ---------- | ------------------------ |
| 1580       | 15 Familien              |
| 1620       | 2 Familien               |
| 1724       | 18 Familien, 98 Personen |
| um 1820/30 | 45 Familien              |
| um 1850    | 47 Familien              |
| um 1900    | 81 Personen              |
| 1921       | 45 Personen              |
| 1930/1938  | 31 Personen              |

## Persönlichkeiten
- Edmund Weil, geboren am 16. April 1879 in Stráž, gestorben am 15. Juni 1922 in Prag, bedeutender Bakteriologe an der Karl-Ferdinands-Universität Prag.[24]